# Johannes XIX. (Papst)
Johannes XIX. (vorher Romanus von Tusculum; * in Rom; † Oktober 1032 ebenda) war zwischen 1024 und 1032 Papst.
Er wurde als Sohn des Grafen und kaiserlichen Admirals Gregor von Tusculum aus dem Geschlecht der Tuskulaner geboren, das zu dieser Zeit Rom beherrschte. Unter seinem Bruder, Papst Benedikt VIII., war er mit den Titeln Consul, Dux und Senator weltlicher Herrscher in Rom und der Campagna.
Romanus wurde nach dem Tod seines Bruders durch Simonie und Gewaltandrohung als zweiter der Familie Tusculum Papst und nahm den Namen Johannes XIX. an. Da er zu diesem Zeitpunkt wie schon sein Bruder noch Laie war, erhielt er entgegen dem Kanon alle Weihen an einem Tag. Johannes galt als weltlich orientiert, habgierig und wankelmütig. Der Chronist Rodulfus Glaber von Cluny behauptete, dass dieser sogar die Primatrechte des Papstes an den Patriarchen von Konstantinopel verkaufen wollte und nur mit Mühe daran gehindert werden konnte.
Am 26. März 1027 erteilte Papst Johannes Konrad II. und dessen Gattin Gisela die Kaiserkrönung. Er machte Konrad, von dem er politisch abhängig war, verschiedene Zugeständnisse; so nahm er etwa auf Wunsch des Kaisers die Cluniazensische Reform in Schutz.
Für den Pontifikat von Johannes XIX. werden in der Literatur unterschiedliche Daten genannt, sowohl dessen Beginn als auch dessen Ende variieren um mehrere Monate. Für den Beginn werden Daten zwischen Februar und Juli 1024 angegeben, dessen Ende soll zwischen April 1032 und Januar 1033 gelegen haben.